# Neocrassana punctiger
Neocrassana punctiger är en insektsart som beskrevs av Rauno E. Linnavuori 1959. Neocrassana punctiger ingår i släktet Neocrassana och familjen dvärgstritar. Inga underarter finns listade i Catalogue of Life.